# سهيلي (أنغالي)
سهیلي (بالفارسية: سهیلی) هي مستوطنة تقع في إيران في قسم أنغالي.